# 루도비코 2세 디 살루초 변경백

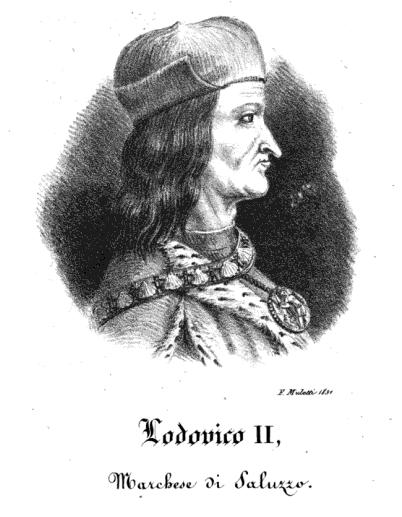
루도비코 2세 델 바스토

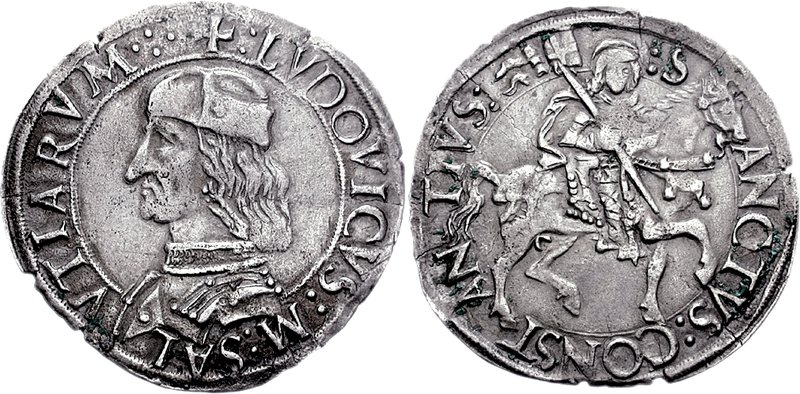
루도비코 2세 디 살루초의 주화.

루도비코 2세 델 바스토(Ludovico II del Vasto, 1438년 3월 23일 – 1504년 1월 27일)는 1475년부터 그가 사망할때까지의 살루초 변경백이다. 변경백을 계승하기 이전에 그는 카르마뇰라 백작의 작위를 지녔었다.

## 생애
루도비코 1세 디 살루초와 이사벨라 델 몬페라토의 아들로 태어난 그는 1475년에 루도비코 1세가 사망 후 변경백 작위를 계승하였다. 그는 살루초의 요새를 상실했었던 카를로 1세 디 사보이아를 상대로 한 아버지의 전쟁을 계승하였지만, 이번에도 주목할만 결과를 가져오지 못하였다.
1481년에 그는 사촌인 굴리엘모 8세 델 몬페라토의 딸인 조반나 팔레올로고(Giovanna Palaiologo)와 혼인하였다. 1490년에 그녀가 사망한 후 2년 뒤에 그는 마르그리트 드 푸아캉달과 재혼하였다.
2차 이탈리아 전쟁 동안, 루도비코는 샤를 8세의 이탈리아 침공을 지원하였고, 포르노보 전투(1495년)에서 그의 편에서 싸우기도 했다. 루이 12세가 밀라노 공국을 침략했을 때, 루도비코는 다시 한번 프랑스 편에 들었지만, 1503년 스페인군을 상대로 한 가릴리아노 전투에서 그의 패배로 인해 끝이 나고 말았다. 그의 전술적 가치는 늙은 변경백으로서, 회복이 가능하다고 여겨지지 않았다.
루도비코는 1504년에 그의 장자 미켈레 안토니오 1세 디 살루초 후작에게 자리를 넘겨주었다. 그의 기념비는 살루초에 있는 산 조반니 교회에 있으며, 그의 아내 마르그리트가 1508년에 베네데토 브리오스코에 의뢰하였여 만들어졌다. 루도비코 2세는 또한 최초의 알프스의 터널인 부코 디 비소(해발 2,880m)에 위치)을 세웠다.

## 자녀
- 미켈레 안토니오 (1495–1528)
- 잔 루도비코 (1496–1529, d.1563), deposed
- 프란체스코 루도비코 1세 (1498–1537)
- 잔 가브리엘레 (1501–1548)